# Corio (material)
El corio es un material similar a la lava creado en el núcleo de un reactor nuclear durante un accidente de fisión.

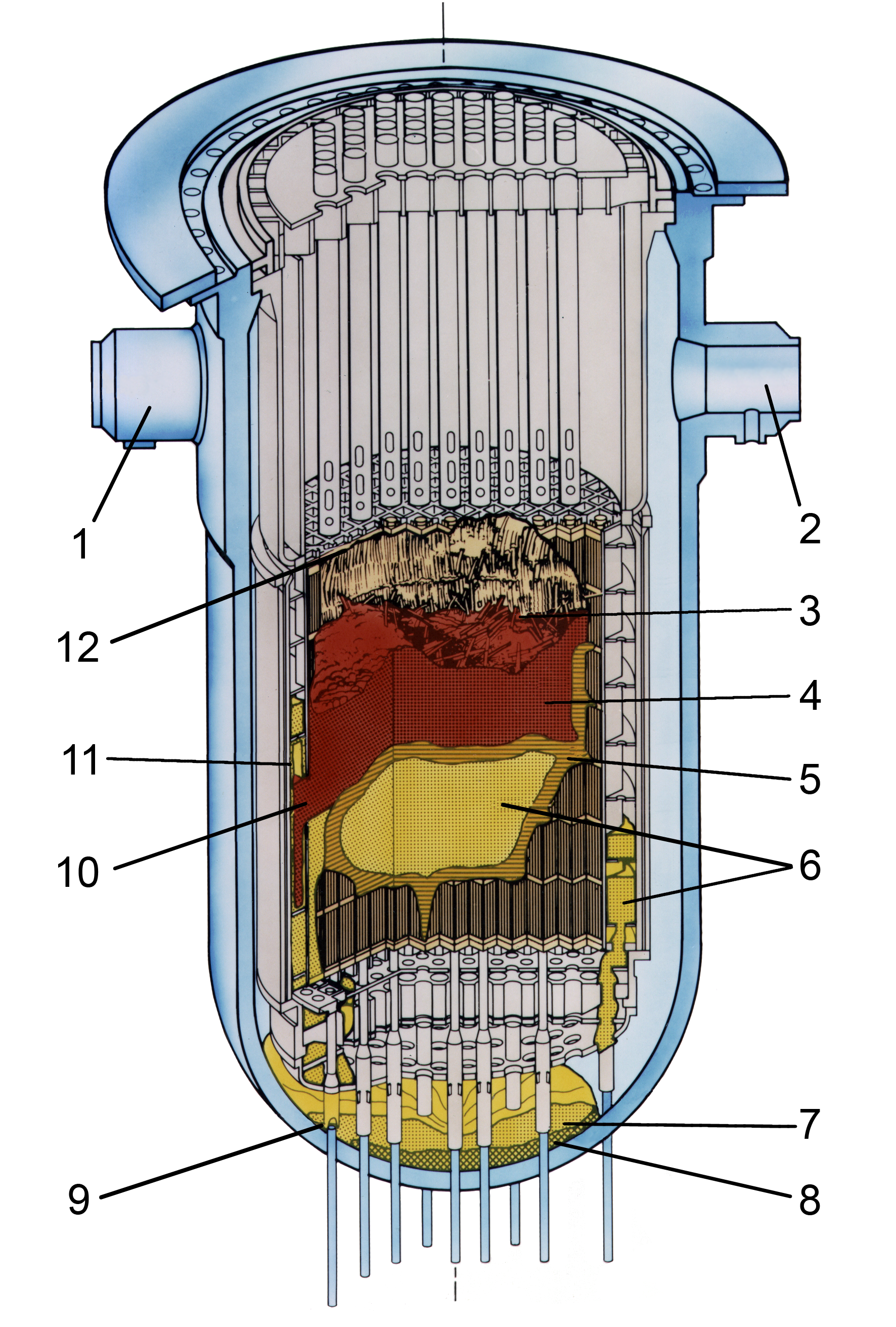
El reactor Three Mile Island 2 después de la fisión.
1. Entrada 2B
2. Entrada 1A
3.Cavidad Escombros sueltos
4. Corteza Material previamente fundido
5. Escombros del pleno inferior
6. Posible región agotada en uranio
7. Guía de instrumentos
8. Agujero en placa deflectora
9. Recubrimiento de material previamente fundido en las superficies interiores de la región de derivación
10. Rejilla superior dañada placa superior

Consiste en una mezcla de combustible nuclear, productos de fisión, barras de control, materiales estructurales de las partes afectadas del reactor, productos de su reacción química con aire, agua y vapor y, en el caso de que se rompa el recipiente del reactor, cemento fundido del suelo de la sala del reactor. Se sabe que puede alcanzar hasta 2.600 C de temperatura.

## Formación
El corio se forma cuando aumenta el calor y la energía dentro del reactor de forma descontrolada. El agua que se usaba para enfriar el reactor se vaporiza, lo que genera una gran temperatura, que escapa al control por la ausencia de agua. Esto provoca que las barras de combustible se fundan y se mezclen con otros compuestos.

## Composición
El corio se compone principalmente de varios compuestos:
- Óxidos de uranio (de las pastillas de combustible)
- Óxidos de uranio con circonio (desde la fusión del núcleo hasta el revestimiento)
- Óxidos de circonio con uranio
- Óxido de circonio-uranio (Zr- UO)
- Silicato de circonio con hasta 10% de uranio
- Aluminosilicatos de calcio
- Metal
- Cantidades más pequeñas de óxido de sodio y óxido de magnesio

## Interacciones del corio con el hormigón
La descomposición térmica del hormigón produce vapor de agua y dióxido de carbono, que pueden reaccionar aún más con los metales en la masa fundida, oxidando los metales y reduciendo los gases a hidrógeno y monóxido de carbono . La descomposición del hormigón y la volatilización de sus componentes alcalinos es un proceso endotérmico. Los aerosoles liberados durante esta fase se basan principalmente en compuestos de silicio que se originan en el hormigón; de lo contrario, los elementos volátiles, por ejemplo, cesio, pueden unirse en silicatos insolubles no volátiles.

## Accidentes notables

### Accidente de Chernóbil
Las mayores cantidades conocidas de corio se formaron durante el desastre de Chernóbil. La masa fundida del núcleo del reactor goteó debajo del recipiente del reactor y ahora se solidifica en forma de estalactitas, estalagmitas y flujos de lava; la formación más conocida es el «pie de elefante», ubicado debajo del reactor en un corredor de distribución de vapor. Se sabe que es muy dura, ya que no pudo ser rota con un martillo, por lo que se disparó a la masa con un AK-47.
En el corio formado en el accidente de Chernóbil había:
- Cerámica negra: un material negro de carbón similar al vidrio con una superficie picada con muchas cavidades y poros. Por lo general, se encuentra cerca de los lugares donde se formó el corium. Sus dos versiones contienen aproximadamente 4–5% en peso y aproximadamente 7–8% en peso de uranio.
- Cerámica marrón: un material marrón similar al vidrio, generalmente brillante pero también opaco. Generalmente ubicado en una capa de metal fundido solidificado. Contiene muchas esferas metálicas muy pequeñas. Contiene 8-10% en peso de uranio. La cerámica multicolor contiene 6–7% de combustible.
- Corio granulado: se forma de la descomposición térmica del hormigón produce vapor de agua y  escoria, gránulos vítreos irregulares de color gris magenta a marrón oscuro con corteza. Formado por el contacto prolongado de cerámica marrón con agua, ubicado en grandes montones en ambos niveles de la piscina de supresión de presión.
- Piedra pómez: friables formaciones porosas de color marrón grisáceo como piedra pómez formadas a partir de corium marrón fundido espumado con vapor cuando se sumerge en agua. Ubicado en la piscina de supresión de presión en grandes montones cerca de las aberturas del fregadero, donde fueron transportados por el flujo de agua, ya que eran lo suficientemente livianos como para flotar.[7]
- Metal: fundido y solidificado. También presente como pequeñas inclusiones esféricas en todos los materiales a base de óxido anteriores. No contiene combustible, pero contiene algunos productos de fisión metálicos, por ejemplo, rutenio-106.

### Accidente de Three Mile Island
Durante el accidente de Three Mile Island, ocurrió una fusión parcial lenta del núcleo del reactor. Aproximadamente 19,000 kg de material fundido (corio) se acumularon en el fondo del recipiente del reactor, pero el recipiente del reactor no se rompió.  La capa de corium solidificado tenía un grosor de 5 a 45 cm.

### Accidente de Fukushima
El 11 de marzo de 2011, el terremoto y el tsunami de Tōhoku causaron varios accidentes nucleares, el peor de los cuales fue el desastre nuclear de Fukushima Daiichi . Aproximadamente ochenta minutos después del tsunami, las temperaturas dentro de la Unidad 1 de la central nuclear de Fukushima Daiichi alcanzaron más de 2.300 ˚C, lo que provocó que las estructuras de ensamblaje de combustible, las barras de control y el combustible nuclear se derritieran y formaran corium. (La naturaleza física del combustible dañado no se ha determinado completamente, pero se supone que se ha fundido). El sistema de enfriamiento de aislamiento del núcleo del reactor (RCIC) se activó con éxito para la Unidad 3; sin embargo, la Unidad 3 RCIC falló posteriormente, y alrededor de las 09:00 del 13 de marzo, el combustible nuclear se había fundido en corium.